# Magdolna Nyári-Kovács
Magdolna Nyári-Kovács (Budapest, 1º luglio 1921 – Budapest, 5 maggio 2005) è stata una schermitrice ungherese, vincitrice di una medaglia d'argento nella scherma ai giochi olimpici.